# Lélo Fiaux
Lélo Fiaux (geb. 16. Januar 1909 in Lausanne, heute: Pully; gest. 25. August 1964 in Vevey, Kanton Waadt) war eine schweizerische Malerin und Aquarellistin.

## Leben und Werk
Lélo Fiaux wurde als Tochter eines Notars geboren und war ab 1933 kurz mit dem surrealistischen, amerikanischen Fotografen Harry Long verheiratet, mit dem sie in Detroit lebte.
Sie wurde in Lausanne Schülerin des Malers Georges Aubert (1886–1961) und später in Paris Schülerin des puristischen Malers Amédée Ozenfant und des Kubisten André Lhote. Ab 1928 reiste sie durch die Welt und hielt sich in Paris und Rom auf, wo sie eine enge Beziehung mit dem Schriftsteller Alberto Moravia einging. Sie bereiste Griechenland, die USA und Tahiti. 1939 kehrte sie in die Schweiz zurück und freundete sich mit René Auberjonois an.
Themenschwerpunkte ihres künstlerischen Werks sind die Welt der Akrobaten, des Zirkus sowie die Commedia dell’arte. Der an Honoré Daumier angelehnte Don Quijote und der von Francisco de Goya inspirierte Stierkampf sind Themen ihrer Malerei sowie zahlreiche Porträts und Stillleben. Lélo Fiaux arbeitete an dem Bilderzyklus «heiße Strände» (wie der Kunstkritiker Paul Budry es nannte) in dem sich bewegte Figuren an traumhaften Orten begegnen.
1941 zeigte – die zu ihren Lebzeiten sehr anerkannte und später vergessene – Lélo Fiaux Malereien auf ihrer ersten Ausstellung in Lausanne. 1942 stellte sie in der Galerie Albert Skira in Genf aus. Als der Krieg begann, wurde ihr Atelier an der Place de la Palud während der folgenden Zeit ein Treffpunkt für mehrere Dichter, Schriftsteller und für Musiker, Fotografen und Maler, die sich von ihrer aussergewöhnlichen Persönlichkeit angezogen fühlten. Der in Lausanne ansässige Kunsthändler und Sammler Jean Planque nahm Werke von Lélo Fiaux in seine Sammlung auf. In den Jahren 1945 bis 1954 verliess Lélo Fiaux die Schweiz und lebte im Ausland. Einige Jahre davon verbrachte sie auf der italienischen Insel Ischia und in Marokko. 1954 liess sie sich, zurückgekehrt in den Kanton Waadt, in Saint-Saphorin nieder.
Postum wurde 1964 die Fondation Lélo Fiaux gegründet, um ihren Nachlass zu verwalten, ihr eigenes künstlerisches Schaffen bekannt zu machen sowie die Arbeit anderer, vorwiegend junger Künstlerinnen und Künstler zu unterstützen. 2023 wurde Marta Riniker-Radich mit dem Preis der Fondation Lélo Fiaux ausgezeichnet.

## Ausstellungen

### Einzelausstellungen
- 1967: Retrospektive. Lélo Fiaux, Musée cantonal des Beaux-Arts de Lausanne, Lausanne, Schweiz
- 1994: Lélo Fiaux. Huiles et aquarelles, Galerie du Chêne, Lausanne, Schweiz
- 2000: Lélo Fiaux, Aquarelles, Vevey, Musée Jenisch, Vevey, Kanton Waadt, Schweiz
- 2010: Lélo Fiaux. Huile et dessins, Galerie Pomone, Lutry, Kanton Waadt, Schweiz

### Gruppenausstellungen
- 2010: Von Degas bis Picasso: Die Sammlung Jean Planque, Kunstmuseum Pablo Picasso Münster, Münster, Deutschland
- 2015: La Rencontre d’Alberto Moravia et de Lélo Fiaux, Musée Jenisch, Vevey, Schweiz
- 2020: Art Cruel, Musée Jenisch, Vevey, Schweiz

### Wanderausstellungen
- 1951: Malerei, Kunstmuseum Bern, Bern, Schweiz
- 1951: Plastik.Wandteppiche, Kunsthalle Bern, Bern, Schweiz
- 1951: Zeichnung.Graphik, Sternwarte Bern, Bern, Schweiz
- 2001: De Cézanne à Debuffet: Collection Jean Planque, Fondation de l’Hermitage, Lausanne, Schweiz
- 2001: De Cézanne à Debuffet: Collection Jean Planque, Kunst Museum Winterthur – Beim Stadthaus, Winterthur, Schweiz
- 2002: De Cézanne à Debuffet: Collection Jean Planque, Musée Cantini, Marseille, Frankreich
- 2003: De Cézanne à Debuffet: Collection Jean Planque,  Hôtel de Ville, Paris, Frankreich
- 2003: De Cézanne à Debuffet: Collection Jean Planque, Museu Picasso, Barcelona, Spanien
- 2005: De Cézanne à Debuffet: Collection Jean Planque, Musée d’Ixelles, Brüssel, Belgien

## Auszeichnungen
- 1944 wurde Lélo Fiaux mit dem Eidgenössischen Kunststipendium, heute: Swiss Art Award, ausgezeichnet.[5]

## Film
- Lélo, liberté et peinture, Dokumentarfilm (64 Minuten) von Emmanuelle de Riedmatten. Beitrag zu den  Solothurner Filmtagen 2021[6]

## Schriften
- La Bibliotheque des Arts, Lélo Fiaux, 1994, (französisch) ISBN 2850472549
- Alberto Moravia, Lettres d'amour a Lélo Fiaux, hrsg. Julie Enckell-Julliard, ZOE, 21. Oktober 2014 (französisch) ISBN 978-2881-829-291